# Guerillaguiding
Guerillaguiding (dansk) eller Guerrilla Guiding (engelsk) er lokale beboeres frivillinge guiding af turister, der ser ud som om de har brug hjælp fordi de har en finger på et kort, har brug for et råd til en god restaurant osv.
Konceptet er opstået i København og er udviklet af københavneren Anton Greiffenberg, og har således fået tilnavnet Copenhagen. Det er ikke-kommercielt og har til formål at opfordre københavnere til at hjælpe turister der ser fortabte ud for herigennem at give turisterne et positivt indtryk af København og dens beboere.

## Hvorfor er det opstået?
Initiativet er opstået som reaktion på den negative omtale Danmark har fået i internationale medier i kølvandet på bl.a. grænsekontrol-sagen, muhammedtegningerne m.m.

## Hvordan foregår det?
Alle kan blive en guerillaguide. Man kan bare melde sig til på facebook.com/GGCPH Arkiveret 28. oktober 2017 hos  Wayback Machine. Der er ingen forpligtelser, men det er blot en opfordring om at henvende sig og tilbyde sin hjælp når man spotter en turist, der ser vildfaren ud. 
Idéen er at man melder sig under guerillaguide-fanerne og alene her er man med til at sprede budskabet. Herefter kan man, hvis man guider en turist, tage et billede af turisten, fortælle om initiativet og dele billedet på Facebook, så turisten kan gå ind på www.facebook.com/GGCPH og tagge sig selv i billedet og fortælle om hvor han/hun blev guidet hen.

## Eksterne links
Andre der har skrevet om guerillaguiding:
- Geek Girl Revival: http://geekgirlrevival.blogspot.com/2011/08/guerilla-guiding-copenhagen.html
- Trine Ross: http://www.trineross.com/TrineRoss.com/Trines_tips/Optegnelser/2011/7/10_Blive_en_del_af_Guerilla_Guide_Copenhagen.html (Webside+ikke+længere+tilgængelig)
- Magasiet KBH: http://magasinetkbh.dk/node/1255
- Politiken: https://politiken.dk/kultur/art5019231/Hj%C3%A6lp-en-stakkels-turist-i-K%C3%B8benhavn (also in print)
- Stop det dog: http://stopdetdog.wordpress.com/2011/07/28/kobenhavnere-unite/
- Acie: http://acie.looklab.dk/livet-som-agurk/photo-diary/photo-diary-02-08-11/ (Webside+ikke+længere+tilgængelig)
- The Impressionista: http://theimpressionista.com/2011/08/guerilla-guiding-copenhagen/
- Downtown.dk blog: http://blog.downtown.dk/?p=2848 Arkiveret 27. januar 2022 hos  Wayback Machine
- Glocal Hospitality: http://glocalhospitality.wordpress.com/2011/08/11/guerilla-guiding-copenhagen-2/
- Luksus Magazine (august): http://www.luksusmag.dk/